# Paul Michaelis (Politiker)
Johann Paul Wilhelm Michaelis (* 1846; † 1931) war ein deutscher Verwaltungsjurist und Kommunalpolitiker.

## Leben
Er war ab 1881 Bürgermeister der Stadt Aschersleben und gleichzeitig ab 1901 Landrat (Oberbürgermeister) des Stadtkreises Aschersleben in der preußischen Provinz Sachsen. Sein Nachfolger wurde 1912 Arthur Bunde. 1929 verlieh ihm die Stadt Aschersleben die Ehrenbürgerwürde.